# Franciszek Gajowniczek
Franciszek Gajowniczek, François Gajowniczek en français, (15 novembre 1901 – 13 mars 1995) est un sergent de l'armée polonaise dont la vie a été épargnée par les Nazis en 1941, grâce au sacrifice du père Maximilien Kolbe qui a proposé sa propre vie en échange. Il avait été envoyé au camp de concentration d'Auschwitz pour avoir aidé la résistance juive en Pologne.

## Les faits
En 1941, Gajowniczek et Kolbe sont tous deux prisonniers à Auschwitz, lorsqu'un prisonnier parvient à s'échapper. Selon la politique suivie au camp d'Auschwitz, chaque fois qu'un prisonnier s'échappe, ce sont dix autres prisonniers que l'on fait alors mourir de faim, en représailles à la suite de l'évasion ; et Franciszek Gajowniczek est l'un de ceux qui sont désignés pour mourir. 
Lorsque Maximilien Kolbe, un prêtre de l'Église catholique romaine, entend Gajowniczek s'écrier « Ma pauvre femme ! Mes pauvres enfants ! Que vont-ils devenir ? », il s'offre alors pour mourir à sa place. Ses paroles exactes ont été oubliées, mais selon une version couramment rapportée, elles auraient été : « Je suis un prêtre catholique de Pologne ; je voudrais prendre sa place, car il a une femme et des enfants ». Maximilien Kolbe survivra trois semaines (dernier en vie parmi les dix), avant d'être achevé par une injection de phénol.
Gajowniczek est libéré du camp d'Auschwitz après y avoir passé cinq années, cinq mois et neuf jours. Bien que son épouse Helena ait survécu à la guerre, ses fils ont été tués par un bombardement soviétique en 1945, avant sa libération.

## Hommages, et canonisation de Maximilien Kolbe
Lorsqu'en 1971 le pape Paul VI béatifie Maximilien Kolbe, il invite Franciszek Gajowniczek. En 1972, Time Magazine rapporte que plus de 150 000 personnes ont fait le pèlerinage à Auschwitz en signe d'hommage, à l'occasion de l'anniversaire de la béatification de Maximilien Kolbe. L'un des premiers à s'exprimer est Gajowniczek, qui déclare alors : « Je veux exprimer ma gratitude, pour le don de la vie ». Son épouse Helena meurt en 1977. Gajowniczek est à nouveau reçu par le pape lorsque Maximilien Kolbe est canonisé par Jean-Paul II le 10 octobre 1982.

En 1994, Gajowniczek rend visite à l'église catholique St Maximilian Kolbe de Houston, où il dit à son traducteur, l'aumônier Thaddeus Horbowy : 

« Aussi longtemps que j'aurai de l'air dans les poumons, je penserai qu'il est de mon devoir de parler aux gens de l'acte d'amour héroïque accompli par Maximilien Kolbe. »

 Gajowniczek meurt le 13 mars 1995, à l'âge de 93 ans, dans la ville de Brzeg. Sa seconde épouse, Janina, lui a survécu.